# Карл Корт
Карл Корт (англ. Carl Cort, нар. 1 листопада 1977, Саутерк) — гаянський та англійський футболіст, нападник клубу «Тампа-Бей Роудіс».
Виступав за клуби «Вімблдон», «Ньюкасл Юнайтед» та «Вулвергемптон Вондерерз» у англійській Прем'єр-лізі, ряд нижчолігових клубів, а також національну збірну Гаяни. Старший брат іншого футболіста збірної Гаяни Леона Корта.

## Клубна кар'єра
У дорослому футболі дебютував 1996 року виступами за «Вімблдон» з Прем'єр-ліги, в якому, не зміг закріпитись. Через це, взявши участь лише у 1 матчі чемпіонату, Карл на початку 1997 року був відданий в оренду в клуб «Лінкольн Сіті» з четвертого за рівнем дивізіону Англії. Повернувшись влітку 1997 року до «Вімблдону», Корт поступово став основним гравцем команди.
Влітку 2000 року «Вімблдон» вилетів з Прем'єр-ліги і Корт за 7 млн фунтів перейшов в «Ньюкасл Юнайтед», з яким підписав п'ятирічний контракт. Відіграв за команду з Ньюкасла наступні три з половиною сезони, проте на поле виходив вкрай рідко, через що у січні 2004 року за 2 млн фунтів перейшов до складу новачка Прем'єр-ліги «Вулвергемптон Вондерерз», з яким в тому сезоні зайнняв останнє 20 місце і наступні три роки змушений був грати в Чемпіоншипі.
В червні 2007 року на правах вільного агента підписав контракт з іншим клубом Чемпіоншипу «Лестер Сіті», проте вже в січні 2008 року відправився закордон, підписавши контракт з іспанською «Марбельєю», що виступала у третьому за рівнем дивізіоні країни.
Влітку 2008 року повернувся в Англію, де знову став виступати в Чемпіоншипі, цього разу за «Норвіч Сіті», але вкотре закріпитися в основному складі не зумів, через що влітку 2009 року перейшов в «Брентфорд», який тільки-но вийшов до третього за рівнем дивізіону і Корт допоміг «бджолам» в ньому успішно закріпитись.
10 серпня 2012 року став гравцем американського клубу «Тампа-Бей Роудіс», що виступав у Північноамериканській футбольній лізі, другому за рівнем дивізіоні США. Відтоді встиг відіграти за флоридську команду 15 матчів в національному чемпіонаті.

## Виступи за збірні
Протягом 1998–2000 років залучався до складу молодіжної збірної Англії. На молодіжному рівні зіграв у 12 офіційних матчах, забив 8 голів.
11 листопада 2011 року дебютував в офіційних іграх у складі національної збірної Гаяни в домашньому матчі-відбору на ЧС-2014 проти збірної Тринідаду і Тобаго (2:1). Наразі провів у формі головної команди країни 6 матчів.